# Simone Thomaschinski
Simone Heike Thomaschinski (* 4. April 1970 in Frankfurt am Main; nach Heirat Gräßer, später Zimmermann) ist eine ehemalige deutsche Hockeyspielerin und Olympiateilnehmerin.
Simone Thomaschinski begann ihre Karriere bei Eintracht Frankfurt. Nachdem sie schon in der Jugend 1985 und 1987 die deutsche Hallenmeisterschaft gewonnen hatte, gewann sie mit der Eintracht 1991 den Meistertitel im Feldhockey. Danach wechselte sie zum RTHC Bayer Leverkusen.
1988 siegte Simone Thomaschinski bei der Junioreneuropameisterschaft, 1989 war sie Juniorenweltmeisterin. 1990 debütierte die Abwehrspielerin in der deutschen Hockeynationalmannschaft. Sie erreichte mit der deutschen Mannschaft den achten Platz bei der Weltmeisterschaft 1990 und den zweiten Platz bei der Europameisterschaft 1991. Bei den Olympischen Spielen 1992 in Barcelona war Thomaschinski in allen fünf Spielen dabei und gewann die Silbermedaille nach der 1:2-Niederlage gegen Spanien.
Dafür erhielten sie und die deutsche Olympiamannschaft am 23. Juni 1993 das Silberne Lorbeerblatt.
Es folgten der vierte Platz bei der Weltmeisterschaft 1994 und Bronze bei der Europameisterschaft 1995. Bei ihrer zweiten Olympiateilnahme 1996 in Atlanta belegte die deutsche Mannschaft den sechsten Platz. Nach einer Babypause kehrte sie als Simone Gräßer 1999 in die deutsche Mannschaft zurück und gewann die Silbermedaille bei der Europameisterschaft 1999. Nach dem siebten Platz bei den Olympischen Spielen 2000 in Sydney beendete sie ihre internationale Karriere. Insgesamt wirkte Simone Thomaschinski von 1990 bis 2000 in 184 Länderspielen mit.